# The Honeymoon Killers (banda)
The Honeymoon Killers (nombre basado en el film de Leonard Kastle) eran una banda de rock experimental belga formada en 1974 por Yvon Vromman, J.F Jones Jacob y Gérald Fenerberg. En su primera encarnación, el grupo hizo conciertos sobre todo en Bruselas; eran arrogantes y simultáneamente graciosos, mezclando todos los géneros musicales, de rockabilly y punk a chanson française y free jazz .
El nombre original del grupo entonces era Les Tueurs de la lune de miel (es decir «Los asesinos de Luna de Miel» en francés). Su primer álbum, Special Manubre, fue producido por Marc Moulin y salió en 1977(recientemente reeditado por el sello Cramned).
En 1980 se añadieron al grupo Vincent Kenis y Marc Hollander de Aksak Maboul y futuro fundador del sello Crammed y completaron su alineación con la cantante Véronique Vincent .
Su EP «Route Nationale 7» (un cover de Charles Trenet ) se hizo popular en Francia y Bélgica. El segundo álbum del grupo (Les Tueurs de la Lune de Miel — el título francés del álbum que es el nombre inglés del grupo, y viceversa) fue recibido con buenas críticas en Alemania y en el Reino Unido donde, excepcionalmente para un grupo que no cantó en inglés, incluso el NME, donde fueron portada en 1982 .
El grupo se separó en 1985 después de su gira en Japón .
Yvon Vromman (cantante, guitarra y saxofón alto(!) ) murió en 1989 en Ixelles.
Su álbum Les Tueurs De La Lune De Miel fue nombrado recientemente como «el mejor álbum de rock belga de todos los tiempos» por la revista de rock belga Mofo, y figurando entre los diez primeros álbumes belgas de todos los tiempos según Le Vif/L’Express magazine(2008)
Discos:
- Spécial Manubre (Crammed disks - 1979)
- Les tueurs de la lune de miel (Crammed disks - 1982)
- Take it off (B.O.R. - 1989)
- Datos: Q3521291